# 1113
Năm 1113 trong lịch Julius.

## Sinh
- 11 tháng 1 - Vương Trùng Dương, đạo sĩ Trung Quốc (m. 1170)